# نورمان سنيدر
نورمان سنيدر (بالفرنسية: Norman Snider)‏ (و. 1945 – 2019 م) هو كاتب سيناريو كندي، ولد في تورونتو، توفي عن عمر يناهز 74 عاماً.

## وصلات خارجية
- نورمان سنيدر على موقع IMDb (الإنجليزية)
- نورمان سنيدر على موقع ألو سيني (الفرنسية)
- نورمان سنيدر على موقع أول موفي (الإنجليزية)
- نورمان سنيدر على موقع قاعدة بيانات الأفلام السويدية (السويدية)
- نورمان سنيدر على موقع قاعدة بيانات الفيلم (الإنجليزية)
- نورمان سنيدر على موقع كينوبويسك (الروسية)